# Bolton, Skottland
Bolton är en by i East Lothian, Skottland. Byn är belägen 4 km 
från Haddington. Orten har 40 invånare (1991).